# Jenna Ellis
Jenna Ellis (nacida el 1 de noviembre de 1984) es una abogada conservadora estadounidense, conocida por su trabajo como miembro del equipo legal de Donald Trump. Es exfiscal de distrito adjunta en el condado de Weld, Colorado y exprofesora asistente de estudios jurídicos en la Universidad Cristiana de Colorado. Como abogada privada, ha litigado casos en tribunales estatales. En 2015, publicó por su cuenta The Legal Basis for a Moral Constitution («La base legal de una Constitución moral»), un libro que sostiene que la Constitución de los Estados Unidos solo se puede interpretar de acuerdo con la Biblia. Desde 2018, Ellis se ha presentado como una «abogada de derecho constitucional» durante sus apariciones en noticias por cable, aunque The New York Times informó que sus antecedentes no reflejaban tal experiencia y The Wall Street Journal informó que no tenía antecedentes en ningún caso federal.
Ellis fue una severa crítica de Donald Trump y sus partidarios en 2015 y principios de 2016, hasta que Trump se convirtió en el candidato republicano a la presidencia en 2016, momento en el que Ellis comenzó a expresar su apoyo, incluso en apariciones en los medios de comunicación. Ellis fue contratada por Trump en noviembre de 2019 como asesora legal sénior. En noviembre de 2020, Trump anunció que Ellis era parte del equipo legal que realizaba esfuerzos para anular la victoria del presidente electo Joe Biden en las elecciones presidenciales de 2020. Sin embargo, Ellis aún tiene que unirse a una demanda de este tipo en papel o en un tribunal. Ellis ha afirmado sin fundamento que Trump fue el verdadero ganador de las elecciones. Se ha reunido con legisladores estatales en Pensilvania, Arizona y Míchigan, instando a las legislaturas estatales a evitar nombrar electores presidenciales pro-Biden para el Colegio Electoral a pesar de que Biden ganó el voto popular en esos estados.
Pertenece a la Grace Community Church (iglesia cristiana evangélica Nuevo nacimiento, del Fundamentalismo cristiano y del Cristianismo no denominacional (perteneciente a Alianza Evangélica Mundial)). 

## Primeros años
Ellis fue educada en casa por sus padres, dijo su padre Dave Ellis. En 2003, se matriculó en la Universidad de Cedarville y luego en 2004 se trasladó a la Universidad Estatal de Colorado para estudiar periodismo. En 2011, recibió un título en derecho de la Escuela de Derecho de la Universidad de Richmond.

## Carrera
De 2012 a 2013, Ellis se desempeñó como fiscal adjunto de distrito en el condado de Weld, Colorado. Según la oficina del fiscal de distrito del condado de Weld, Ellis trabajó en casos de delitos menores, incluidos los relacionados con el tráfico vial. Su experiencia como fiscal también cubrió delitos como asalto y robo en tribunales estatales.
Ellis fue despedida como fiscal adjunta después de unos seis meses, lo que atribuyó a su insistencia en que no procesara un caso que pensaba que no era ético. Preguntada por The Wall Street Journal, la oficina del fiscal de distrito del condado de Weld se negó a comentar sobre el asunto. The Colorado Sun publicó registros gubernamentales en diciembre de 2020 que indicaban que Ellis había sido despedida por «errores», incluido el incumplimiento de la Ley de Derechos de las Víctimas de Colorado. Los errores se atribuyeron a «deficiencias en su educación y experiencia», lo que le aseguró que retuvo las prestaciones por desempleo a pesar del despido, indicaron los registros. En 2020 la campaña de Trump respondió a The Colorado Sun en nombre de Ellis, afirmando que se trataba de una «no historia».
Con el final de su período en el sector público, Ellis se dedicó a la práctica privada en firmas de abogados con sede en el norte de Colorado. Defendió a clientes en los tribunales estatales en asuntos relacionados con agresión, violencia doméstica, prostitución y robo. Según Ellis, también trabajó en casos relacionados con inmigración y arrendamiento. Los registros mostraron que Ellis participó en aproximadamente 30 casos judiciales estatales que comenzaron en 2012 o 2016, incluido un caso ante un tribunal de apelaciones estatal; esto fue descrito como un «registro escaso» por otro abogado de Colorado entrevistado por The Wall Street Journal. Los registros judiciales no muestran que Ellis haya participado en casos de leyes electorales, casos judiciales federales o cualquier caso en los cortes de distrito o cortes de apelaciones de los Estados Unidos antes de diciembre de 2020.
En 2013, Ellis trabajó para IE Discovery en una demanda relacionada con una disputa contractual. IE Discovery es una empresa que ayuda al Departamento de Estado de los Estados Unidos en asuntos de descubrimiento legal. Más tarde, Ellis afirmó haber sido «abogada del Departamento de Estado de los Estados Unidos», aunque no existen registros de ella como empleada del Departamento de Estado.
En 2015, Ellis se convirtió en miembro del cuerpo docente afiliado de la Universidad Cristiana de Colorado y luego en profesora asistente de estudios legales, hasta su partida en 2018. Durante su mandato, Ellis enseñó ciencias políticas y pre-derecho a estudiantes universitarios. La universidad no tiene una escuela de derecho.
Ese mismo año, Ellis autopublicó un libro titulado The Legal Basis for a Moral Constitution: A Guide for Christians to Understand America's Constitutional Crisis («La base legal de una Constitución moral: una guía para que los cristianos comprendan la crisis constitucional de los Estados Unidos»). Ella argumentó que la Constitución de los Estados Unidos solo debe interpretarse de acuerdo con la Biblia. Su opinión de la decisión de la Corte Suprema de los Estados Unidos que legalizó el matrimonio entre personas del mismo sexo, en el caso Obergefell contra Hodges, fue que llevaría a que la poligamia y la pedofilia fueran aceptadas. En 2016, Ellis describió a los homosexuales como «pecadores» cuya «conducta es vil y abominable». Robert Cochran Jr., un experto en derecho cristiano, describió los puntos de vista de Ellis como «más a la derecha» que la mayoría de los eruditos legales cristianos conservadores.
En 2015 y principios de 2016, mientras Donald Trump competía por convertirse en el candidato republicano a la presidencia, Ellis fue un crítica severa. En 2015, Ellis escribió en Facebook que Trump era «carente de amor», «traicionero», «abusivo» e «impío». En febrero de 2016, Ellis hizo varios comentarios sobre Trump, como su creencia de que él quería «destruir la democracia estadounidense», era «una de las mayores amenazas a nuestra libertad», «no podía soportar las críticas» y no era un verdadero cristiano porque no podía arrepentirse. Para evitar que Trump se convirtiera en el nominado, Ellis propuso que el Partido Republicano estableciera una convención negociada.
En marzo de 2016, Ellis criticó a los partidarios de Trump, afirmando que «no se preocupan por los hechos o la lógica. No buscan la verdad», pero son «narcisistas»; que los partidarios de Trump ignoraban que Trump era una «basura inmoral, corrupta, mentirosa y criminal»; que los argumentos en apoyo de Trump son «ridículamente ilógicos, inconsistentes y descaradamente estúpidos», y que «no se puede confiar en que Trump sea consistente o preciso en nada».
Después de que Trump se convirtió en el candidato republicano a la presidencia, Ellis expresó su apoyo hacia él en las elecciones generales de 2016.
En 2017, Ellis se convirtió en escritora de The Washington Examiner, donde afirmó falsamente tener un historial de «profesora de derecho constitucional». La Universidad Cristiana de Colorado no tiene un programa de derecho constitucional. The New York Times informó que Ellis ha aparecido en programas de radio de Denver como comentarista legal, aunque el Times no indica cuándo fue. En 2018, Ellis dejó la Universidad Cristiana de Colorado para trabajar para el Family Institute de James Dobson, como directora de su división de políticas públicas.
A fines de 2018, Ellis defendía a Trump en apariciones en noticias por cable, además de alegar parcialidad en el FBI, presentándose como una «abogada de derecho constitucional». Para 2019, Fox News a menudo había presentado a Ellis como invitada.
En 2020, Ellis se convirtió en la abogada especial de la Sociedad Thomas More, un grupo conservador que ha presentado demandas relacionadas con las elecciones de 2020 a través de la organización Amistad Project. El Amistad Project citó a Ellis como una de sus miembros de la «Junta Asesora y de Liderazgo». Ellis y la Sociedad Thomas More han declarado que Ellis no trabaja para Amistad. Ellis también declaró que Amistad la había citado como miembro de la junta sin su aprobación.

### Asesora legal de la campaña de Trump

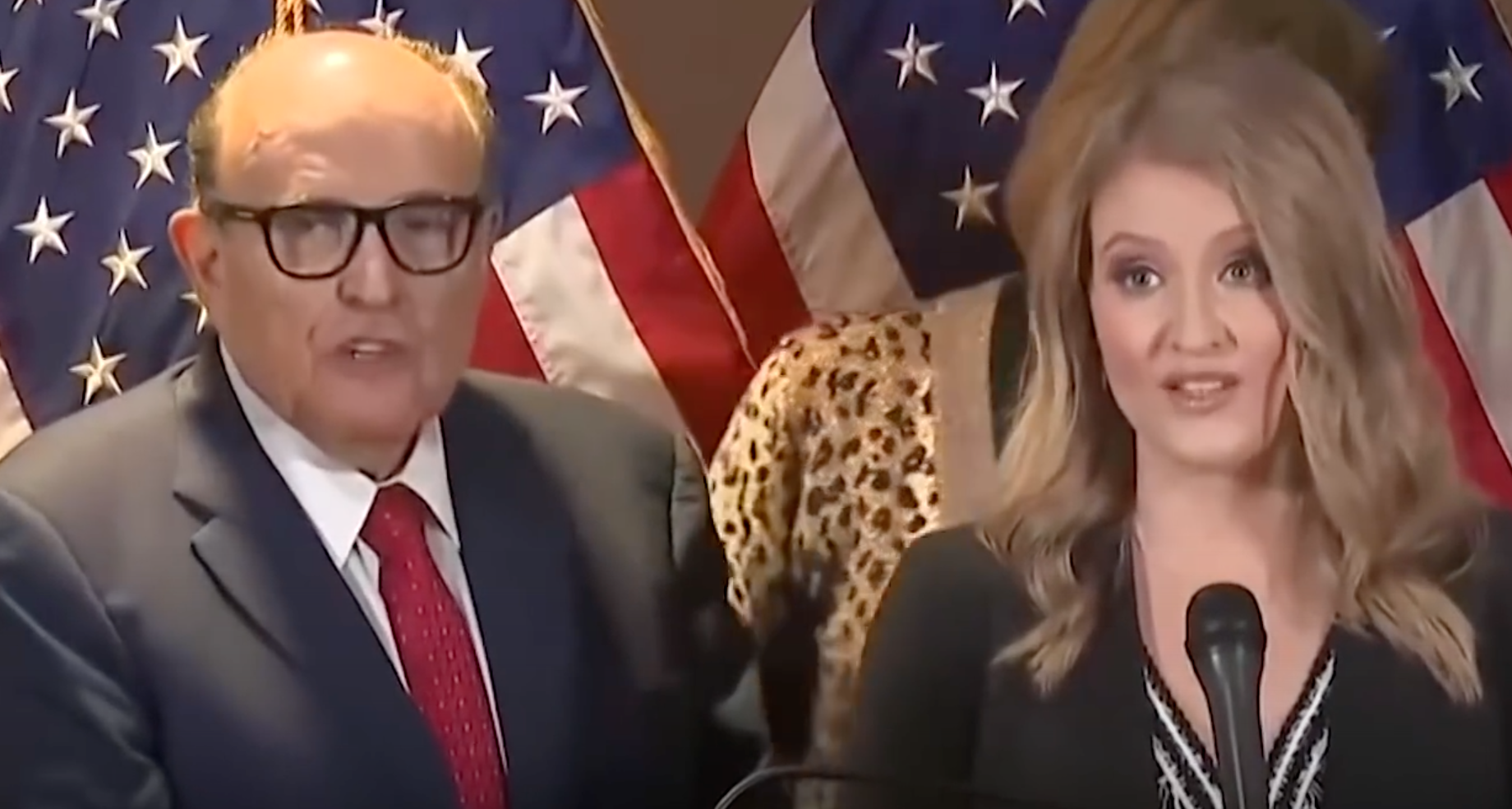
Ellis hablando junto con Rudy Giuliani.

En noviembre de 2019, Ellis fue contratada como asesora legal de Trump y su campaña de reelección de 2020. Axios informó que Trump había hablado de haber sido influido por las apariciones en los medios de Ellis. La campaña de Trump le pagó a Ellis $3900 en diciembre de 2019, luego le pagó casi $140 000 en octubre de 2020 por honorarios de consultoría legal. Ellis recibió $30 000 en noviembre de 2020 por la campaña. A mediados de noviembre de 2020, Ellis reconoció sus críticas anteriores a Trump en 2015; afirmando que sus opiniones pasadas estaban «completamente equivocadas», porque ella «no lo conocía» personalmente en ese momento, y eventualmente «lo vio cumpliendo sus promesas».
Un informe de The Washington Post narró los siguientes eventos: después de que las principales organizaciones de noticias proyectaran la victoria del oponente demócrata de Trump, Joe Biden, el 7 de noviembre, los asesores y el personal de campaña de Trump se mostraron pesimistas sobre las posibilidades de triunfo de Trump. Los principales abogados de Trump se sintieron particularmente desalentados por la derrota de los aliados de Trump el 13 de noviembre en el Tercer Circuito de Cortes de Apelaciones de los Estados Unidos (Bognet contra Boockvar) que decidió que los demandantes no tenían legitimación para demandar bajo la cláusula de electores de la Constitución de los Estados Unidos el caso de Pensilvania. Ellis y el abogado personal de Trump, Rudy Giuliani, se mostraron mucho más optimistas sobre sus perspectivas. El informe de The Washington Post describió a Ellis como la «protegida» de Giuliani.
El 14 de noviembre, Trump anunció un equipo legal para cuestionar la legitimidad de los resultados de las elecciones presidenciales de 2020 para su campaña, y nombró a Ellis como miembro del equipo, junto con Joseph diGenova, Victoria Toensing, Sidney Powell y el líder del equipo Giuliani. Según The Washington Post, después del anuncio de Trump, Ellis y Giuliani organizaron en privado «una toma de control hostil» de la campaña de Trump por parte de los otros asesores y personal de campaña de Trump, lo que resultó en que Ellis, Giuliani y Powell obtuvieran los roles públicos más importantes con respecto a los esfuerzos postelectorales de Trump. El 19 de noviembre, Ellis habló en una conferencia de prensa junto a Powell y Giuliani, y Giuliani declaró que los tres representan a Trump y su campaña, y Ellis declaró que eran «un equipo de fuerza de ataque de élite» que ayudaba a Trump. Sin embargo, Powell pronto dejó el equipo; Ellis y Giuliani declararon el 22 de noviembre que Powell «no es miembro del equipo legal de Trump», ni es abogada personal de Trump.
Durante la conferencia de prensa del 19 de noviembre, Ellis se negó a presentar evidencia de fraude cuando se le pidió que lo hiciera; en cambio, respondió que pedir pruebas en la conferencia de prensa era «fundamentalmente defectuoso». Dijo que la campaña de Trump solo proporcionaría «una vista previa de lo que hemos descubierto» en la conferencia de prensa, mientras que la evidencia real se entregaría a un tribunal.
En medio de un caso relacionado con Míchigan, la campaña de Trump solicitó permiso para enmendar su denuncia, pero firmó erróneamente el nombre del juez como si ya les hubiera otorgado permiso. Ellis afirmó que no se trataba de un error, sino de una «cortesía» hacia el juez, por lo que solo tendría que aprobar la enmienda con el sello del juez. Sin embargo, cuando la campaña de Trump volvió a presentar la solicitud, eliminaron el nombre del juez, lo que indica que su firma anterior fue efectivamente un error.
La demanda federal de la campaña de Trump con respecto a Pensilvania fue desestimada con prejuicio y el juez citó «argumentos legales tensos sin mérito y acusaciones especulativas» que «no estaban respaldadas por pruebas». Ellis y Giuliani reaccionaron afirmando que el fallo «ayuda» a que la campaña de Trump «llegue rápidamente a la Corte Suprema de los Estados Unidos». También señalaron que el juez, Matthew W. Brann, fue «designado por Obama», aunque Brann también es republicano y exmiembro de la organización de derecha Federalist Society.
La campaña de Trump apeló la demanda de Pensilvania ante el Tercer Circuito de Cortes de Apelaciones, donde un panel de tres jueces dictaminó que la campaña de Trump «no puede ganar esta demanda»; al no haber proporcionado «alegaciones específicas» ni «pruebas», sus «afirmaciones no tienen fundamento». Giuliani y Ellis reaccionaron condenando la «maquinaria judicial activista en Pensilvania». De los tres jueces de la Corte de Apelaciones, Stephanos Bibas (quien escribió la opinión del panel) fue designado por el propio Trump, mientras que D. Brooks Smith y Michael Chagares fueron designados por el presidente republicano George W. Bush.
El 23 de noviembre, incluso después de que la Administración de Servicios Generales reconoció a Joe Biden como el aparente ganador de las elecciones de 2020, Ellis afirmó sin fundamento que «la elección fue robada y el presidente Trump ganó por abrumadora mayoría».
El 25 de noviembre, Ellis y Giuliani aparecieron frente al Comité de Política de la Mayoría del Senado de Pensilvania. Allí, Ellis instó a los legisladores de Pensilvania a arreglar una «elección corrupta e irremediablemente comprometida», ya sea organizando una nueva «elección especial» o «dirigiendo la manera de sus electores», lo que indica que los legisladores no deben seleccionar electores presidenciales que apoye al ganador del voto popular de Pensilvania (Joe Biden).
El 30 de noviembre, Ellis y Giuliani se reunieron con legisladores de Arizona, donde nuevamente pidieron que se ignorara el resultado del voto popular (la victoria de Joe Biden) en el estado, sugiriendo que los legisladores no deberían nombrar electores presidenciales pro-Biden. El presidente de la Cámara de Representantes de Arizona rechazó la solicitud de Ellis y Giuliani.
El 1 de diciembre de 2020, el fiscal general de la administración Trump, William Barr, declaró que el Departamento de Justicia y el Departamento de Seguridad Nacional habían investigado alegaciones de un supuesto «fraude sistémico», si «las máquinas estaban programadas esencialmente para sesgar los resultados de las elecciones», y afirmó que «hasta ahora, no hemos visto nada que corrobore eso». Sobre si un supuesto fraude le costó a Trump las elecciones, Barr dijo que aún no había visto evidencia de eso. Ellis y Giuliani reaccionaron acusando al Departamento de Justicia de no investigar el fraude.
El 2 de diciembre, Ellis y Giuliani se reunieron con el Comité de Supervisión de la Cámara de Representantes de Míchigan, donde instaron a los legisladores a ignorar los resultados certificados de que Joe Biden ganó el voto popular en el estado. Ellis instó personalmente a los legisladores a intervenir en la elección, sin embargo, la ley de Míchigan exige que los votos electorales del estado deben ir al ganador del voto popular del estado. Los posibles electores presidenciales de Míchigan habían sido elegidos a principios de ese año, y los legisladores de Míchigan no podían hacer nada en ese momento para nombrar a otros electores presidenciales.
El 4 de diciembre, Ellis y Giuliani se reunieron con legisladores estatales en Georgia, haciendo esfuerzos para revocar el resultado de las elecciones de 2020.
El 8 de diciembre de 2020, Axios informó que Ellis les había dicho a sus asociados que dio positivo en la prueba de COVID-19. ABC News y CNN corroboraron la historia. Sin embargo, Ellis se negó a confirmar la historia a Axios. Giuliani confirmó el diagnóstico de Ellis más tarde ese día. Ellis no había usado mascarilla en una reunión del 2 de diciembre con los legisladores de Míchigan y en una fiesta en la Casa Blanca el 4 de diciembre, mientras que el 6 de diciembre, se informó que el propio Giuliani había dado positivo por COVID-19. Mientras tanto, a fines de noviembre, Ellis y Giuliani ignoraron las pautas de los Centros para el Control y Prevención de Enfermedades para ponerse en cuarentena a pesar de estar en contacto cercano con un caso de COVID-19 infectado conocido: Boris Epshteyn, un asesor de campaña de Trump.

## Publicaciones
- Ellis, Jenna (2015). The Legal Basis for a Moral Constitution: A Guide for Christians to Understand America's Constitutional Crisis (en inglés). Westbow Press. ISBN 978-1-5127-2274-1. OCLC 1147800122.